# ブルース・コフナー
ブルース・コフナー（1945年- ）は、アメリカの商品先物・債券・株式トレーダー。
近年のヘッジファンドマネージャーの収益ランキングでは、常に上位入りを果たしている。
- 1993年　　5位 （出所：フィナンシャル・ワールド）
- 1995年　　10位（出所：フィナンシャル・ワールド）
- 1996年　　13位（出所：フィナンシャル・ワールド）
- 1998年　　27位（出所：ティッカー）

- 2005年　　7位

## 概要
ハーバード大学・大学院を卒業。
1968年から1970年の間、ハーバードで教鞭を振るう。
1977年（32歳）、マスターカードで3000ドルをキャッシングし、トレーディングを始める。
1978年（33歳）、コモディティズ・コーポレーションに勤務し、マイケル・マーカスに指導を受けつつ、共に働く。
1983年、キャクストン・コーポレーションを設立。